# AppArmor
AppArmor (Application Armor, auf Deutsch etwa Anwendungs(programm)-Panzerung) ist eine freie Sicherheitssoftware für Linux, mit der Programmen einzeln bestimmte Rechte zugeteilt oder entzogen werden können. Mit dieser Erweiterung wird die Mandatory Access Control (MAC) implementiert.

## Funktionsweise
Die Software verwendet, genau wie SELinux, die Linux-Security-Modules-Schnittstelle. Sie läuft als Kernel-Modul und steuert direkt die Zugriffsrechte der einzelnen Prozesse auf höchster Systemebene. Durch diesen Präventivschutz sollen Anwendungen vor noch nicht öffentlich bekannten Sicherheitslöchern, sogenannten Zero-Day-Exploits, geschützt werden. Welchen Zugriff ein Programm benötigt, um normal zu arbeiten, bestimmen Profile mit individuellen Sicherheitsrichtlinien. Für standardmäßig verwendete Software auf einem GNU/Linux-System wie den Druckerserver CUPS werden vorgefertigte Profile mitgeliefert. Anwender und Systemadministratoren können auch eigene Profile für Anwendungen erstellen. Eine weitere Möglichkeit ist der Einsatz von lernfähigen Filtern, während sich ein Programm im Normalbetrieb befindet.

## Geschichte
AppArmor wurde zunächst von Immunix entwickelt. Im Jahr 2005 erfolgte eine Übernahme durch Novell, wo die Software weiter entwickelt und erweitert wurde. Im Oktober 2007 entließ jedoch Novell die daran arbeitenden Programmierer und trennte sich von der Entwicklung von AppArmor. Die entlassenen Entwickler planten, das Projekt unter der neu zu gründenden Firma Mercenary Linux fortzuführen. Mehrere Versuche, AppArmor in den Linux-Kernel zu übernehmen, scheiterten zunächst wegen Bedenken, dass Dateien über ihren Dateinamen und nicht über ihre Attribute wie etwa bei SELinux erkannt werden. Mit Linux 2.6.36 wurde es Bestandteil des Kernels. Seit 2009 arbeitet Canonical verstärkt an AppArmor.
In Debian ist AppArmor seit Version 7 verfügbar und seit Version 10 regulär aktiviert. Auch wurde oder wird AppArmor in den Distributionen openSUSE und Ubuntu genutzt. Mit der Version 2010.0 stieg Mandriva auf Tomoyo um.